# Benjamin Graham

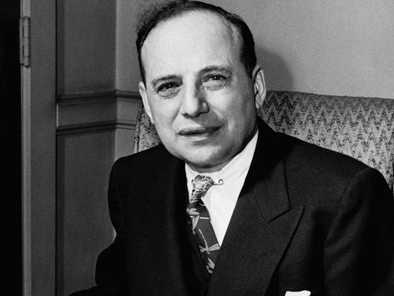
Benjamin Graham (1950)

Benjamin Graham (* 9. Mai 1894 in London als Benjamin Grossbaum; † 21. September 1976 in Aix-en-Provence) war ein einflussreicher US-amerikanischer Wirtschaftswissenschaftler und Investor. Er gilt als Vater der fundamentalen Wertpapieranalyse, die als Basis für das Value Investing gilt.

## Leben
Graham, der jüdischer Abstammung war, wurde am 9. Mai 1894 als Sohn eines Porzellanhändlers in London geboren. Ein Jahr nach seiner Geburt wanderte seine Familie nach New York aus. Seine Eltern änderten ihren Familiennamen Grossbaum während des Ersten Weltkriegs in Graham, da deutschklingende Namen mit Argwohn betrachtet wurden. Im Jahr 1903 starb sein Vater und das Porzellangeschäft geriet in Schwierigkeiten. Grahams alleinerziehende Mutter legte den Rest des Familienvermögens in Aktien an, welche im Zuge des großen Crashs 1907 allesamt einen Totalausfall erlitten. Dadurch lebte die Familie teilweise in ärmlichsten Verhältnissen.
Einige Jahre später erhielt Graham ein Stipendium der Columbia University und genoss trotz der prekären wirtschaftlichen Lage der Familie eine ausgezeichnete Ausbildung. Er studierte Mathematik, Englisch und Griechisch und graduierte 1914 nach nur zweieinhalb Jahren Studium als Zweitbester seiner Klasse. Obwohl Graham Stellenangebote einiger Fakultäten erhielt, entschied er sich für die Wall Street und heuerte bei der Investment-Firma Newburger, Henderson & Loeb an. Dort arbeitete er sich vom einfachen Angestellten zum Analysten und schließlich zum Partner hoch.
Graham war ein Meister der Aktienanalyse, weil er Unternehmen bis ins Detail durchleuchten konnte. Als bestes Beispiel dafür gilt die Analyse des Öl-Pipeline-Unternehmens Northern Pipe Line Co. Graham entdeckte bei der Betrachtung der Vermögensbestände qualitativ hochwertige Anleihen und machte dadurch eine Unterbewertung des Unternehmens am Aktienmarkt aus. Er zahlte 65 US-Dollar je Aktie und verkaufte seine Anteile drei Jahre später für 110 US-Dollar pro Stück.
1926 gründete Graham zusammen mit dem Broker Jerome Newman die Investmentpartnerschaft Graham-Newman Corp. und startete gleichzeitig eine Lehrtätigkeit an der Columbia University, der er bis zu seinem Ruhestand im Jahr 1956 treu blieb. Zu seinen damaligen Studenten zählten William J. Ruane, Irving Kahn, Charles Brandes und einer der erfolgreichsten Investoren aller Zeiten, Warren Buffett. Buffett beschreibt den Einfluss Grahams auf sein eigenes Leben wie folgt: “To me, Ben Graham was far more than an author or a teacher. More than any other man except my father, he influenced my life.”
1929 kam es zum Börsencrash und auch Graham-Newman wurde nicht verschont. Der Wert der Beteiligungen in seinem Fonds sank um rund 70 Prozent. Graham bewahrte die Nerven und nutzte den Rückschlag für Zukäufe. Zwar gibt es keine detaillierten Reports zu seinen Gewinnen, doch von 1936 bis 1956 erzielte die Graham-Newman Corp. eine jährliche Rendite von mindestens 14,7 Prozent, während der Gesamtmarkt nur 12,2 Prozent wachsen konnte. Dies ist bis heute eine der besten Erfolgsbilanzen in der Geschichte der Wall Street.
Im Jahr 1965 wurde die Graham-Newman Corporation liquidiert, weil Graham und Newman keinen Nachfolger für ihre Investmentpartnerschaft fanden. Graham zog nach Los Angeles und wurde Professor of Finance an der University of California at Los Angeles (UCLA). Dort unterrichtete er fast zehn Jahre, bevor er erneut seinen Wohnsitz wechselte und sich halbjährlich in La Jolla, Kalifornien und den Rest der Zeit in Aix-en-Provence in Südfrankreich aufhielt, wo er am 21. September 1976 im Alter von 82 Jahren starb. Zuvor hatte er noch sein Todesgedicht verfasst:

„Dieser Mann erinnerte sich an das, was sonst alle vergaßen, und vergaß viel, an das sich jeder erinnerte. Er lernte lang, arbeitete hart und lächelte häufig, gestärkt von Schönheit und gefesselt von der Liebe.“

## The Intelligent Investor
Graham vertrat die Lehre, dass eine Aktie nur unter ihrem fundamentalen Wert gekauft werden sollte. Er wandte folglich das Konzept des inneren Wertes an. Um den Wert einer Aktie bestimmen zu können, setzte Graham auf die fundamentale Wertpapieranalyse und auf die Verwendung von Kennzahlen wie Kurs-Gewinn-Verhältnis (KGV), Kurs-Buchwert-Verhältnis (KBV), Dividendenrendite, Verschuldungsgrad und Gewinnwachstum.
1934 verfasste Graham gemeinsam mit Professor David Dodd sein erstes Werk „Security Analysis“. Das Buch ist eine detaillierte Beschreibung relevanter Techniken für die Finanzanalyse und Corporate Finance. Grahams bekanntestes und einflussreichstes Werk „The Intelligent Investor“ wurde 1949 veröffentlicht. Das Werk wurde bis zum heutigen Zeitpunkt über eine Million Mal verkauft und wird häufig als „Investment-Bibel“ bezeichnet. Das Buch wurde mehrfach erneut aufgelegt, die aktuelle Ausgabe erschien 2013 mit Kommentaren von Jason Zweig und Warren Buffett. The Intelligent Investor enthält Teile von Security Analysis, fokussiert sich jedoch stärker auf die Grundzüge der Kapitalanlage und auf das Verhalten eines Investors als auf die individuelle Aktienanalyse. Bezogen auf die Relevanz und Praktikabilität seiner Bücher für den Investor sagt Graham im Interview mit Kahn und Milne:

“If he or she reads The Intelligent Investor – which I feel would be more useful than Security Analysis of the two books – and selects from what we say some approach which one thinks would be profitable, then I say that one should do this and stick to it.”

Der Grundgedanke von The Intelligent Investor basiert auf der Idee, in Unternehmen zu investieren, welche an der Börse unter ihrem eigentlichen Wert gehandelt werden. Er stützt sich dabei auf die Annahme, dass die Börse nicht immer den wahren Wert eines Unternehmens widerspiegelt, sondern zu Über- oder Untertreibungen neigt und sich erst im Laufe der Zeit dem fairen Wert nähert. Graham gab den Schwankungen an der Börse ein Gesicht und kreierte „Mr. Market“, eine Personalisierung des Aktienmarktes, um dieses Prinzip zu beschreiben. Mr. Market ist ein manisch-depressiver Mensch, der jeden Tag Aktien zum Kauf und zum Verkauf anbietet. Die Kauf- und Verkaufskurse von Mr. Market beruhen häufig nicht auf rationalen Überlegungen, sondern sind von Emotionen getrieben. Der intelligente Investor nutzt die Launen von Mr. Market, um ein Wertpapier günstig zu kaufen. Ob Aktien günstig oder teuer sind, lässt sich mit einer Analyse feststellen, die Graham in seinen Werken genauer beschreibt. Je größer die Differenz zwischen dem inneren Wert einer Aktie und dem aufgerufenen Preis von Mr. Market ist, desto teurer oder billiger ist eine Aktie. Diese Differenz nennt Graham „Sicherheitsmarge“ (engl. Margin of Safety). Die Investmentstrategie Warren Buffets basiert bis heute auf den Ansätzen Grahams. Buffett schreibt: 

“I read the first edition of this book early in 1950, when I was nineteen. I thought then that it was by far the best book about investing ever written. I still think it is”

Maßgeblich beteiligt war Benjamin Graham außerdem an der Entwicklung der „Chartered Financial Analyst (CFA)“-Zertifizierung, welche einen einheitlich hohen Standard in der Ausbildung von Wertpapieranalysten sichern soll.